# Les Cluses
Les Cluses är en kommun i departementet Pyrénées-Orientales i regionen Occitanien i södra Frankrike. Kommunen ligger i kantonen Céret som tillhör arrondissementet Céret. År 2022 hade Les Cluses 258 invånare.

## Befolkningsutveckling

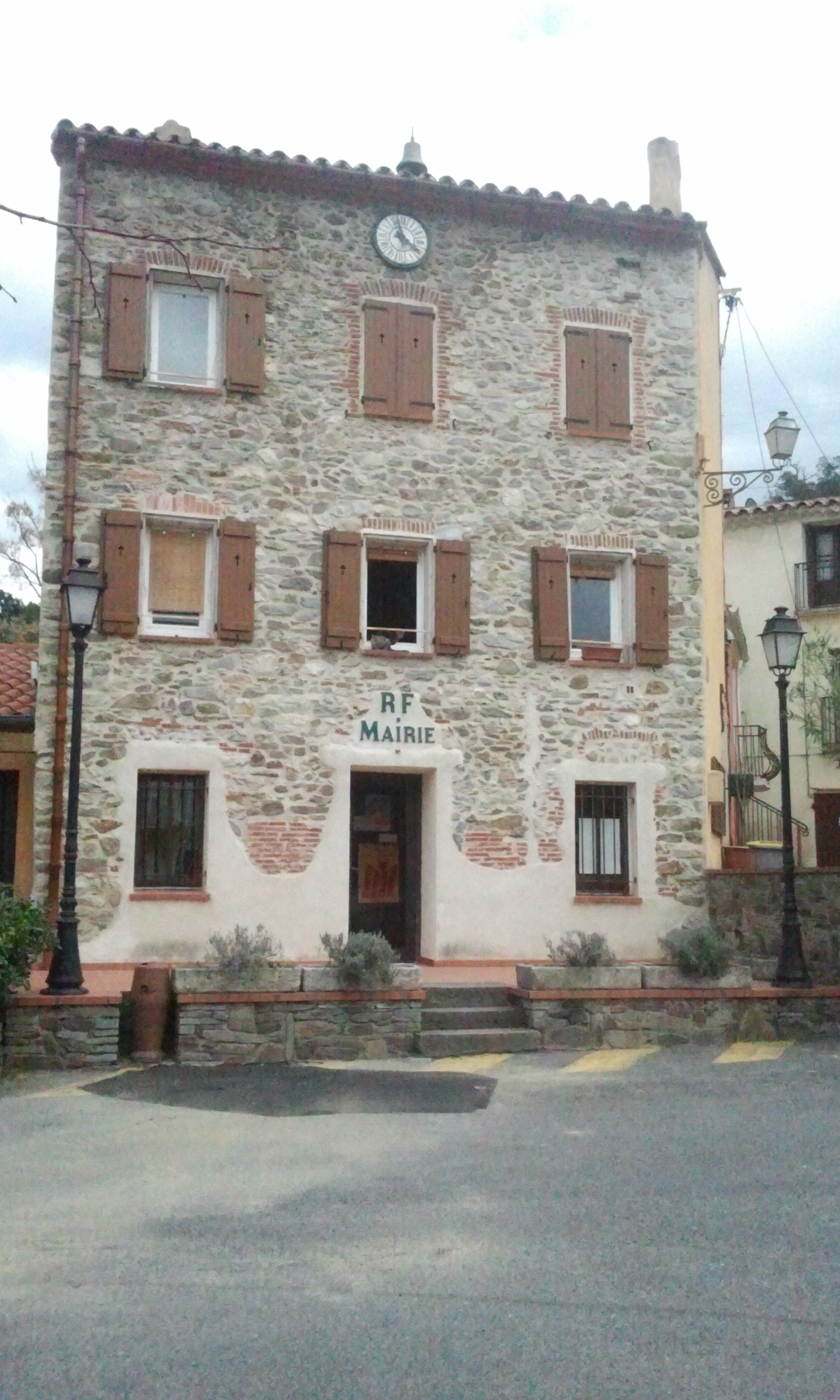
Les Cluses

Antalet invånare i kommunen Les Cluses
| Referens: INSEE |